# Springville (Utah)
Springville es una ciudad ubicada en el condado de Utah en el estado estadounidense de Utah. En el año 2000 tenía una población de 20.424 habitantes con un crecimiento esperado de hasta 29.466 habitantes para el año 2010. Springville se localiza dentro de los límites metropolitanos de las ciudades de Provo/Orem.

## Geografía
Springville se encuentra ubicado en las coordenadas 40°9′46″N 111°36′15″O / 40.16278, -111.60417. Según la Oficina del Censo, la localidad tiene un área total de 29,9 km² (11,5 mi²), de la cual 99,45% es tierra.

## Demografía
Según la Oficina del Censo en 2010, había 29.466 personas. Según la Oficina del Censo en 2000 había 29.466 personas y 1.495 (datos de 2000) familias residentes en el lugar, 94.58% de los cuales eran personas de raza blanca. También por el censo de 2000, los ingresos medios por hogar en la localidad eran de $46,472, y los ingresos medios por familia eran $48,845. Los hombres tenían unos ingresos medios de $37,942 frente a los $26,098 para las mujeres. La renta per cápita para la localidad era de $15,634. Alrededor del 8.0% de la población de Springville estaba por debajo del umbral de pobreza.